# Нью-Йорк Янкіз

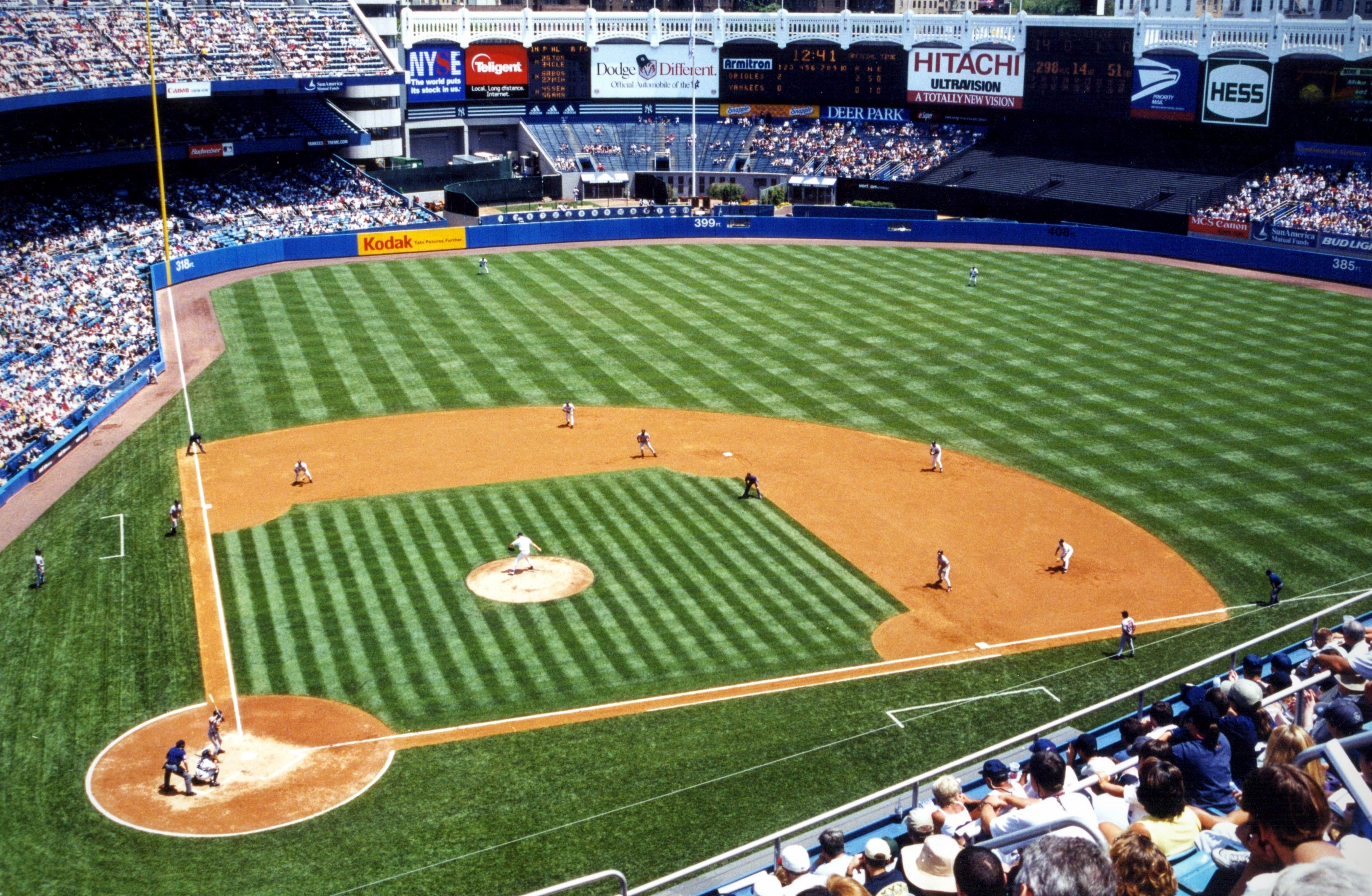
Янкі Стадіум II

Нью-Йорк Янкіс (англ. New York Yankees) — професійна бейсбольна команда, розташована в місті Нью-Йорку в штаті Нью-Йорк. Команда є членом Східного дивізіону, Американської бейсбольної ліги, Головної бейсбольної ліги.
Домашнім полем для Янкіс є Янкі Стадіум II в районі Бронкс.
Команда заснована у 1901 в місті Балтимор, Меріленд. Початкова назва Балтимор Оріялс у 1902 назва була змінена на Нью-Йорк Гайландерс після чого команда переїхали до міста Нью-Йорк. У 1913 назва була змінена на Нью-Йорк Янкіс.
Янкіс виграли Світову серію чемпіонату Головної бейсбольної ліги у 2009, 2000, 1999, 1998, 1996, 1978, 1977, 1962, 1961, 1958, 1956, 1953, 1952, 1951, 1950, 1949, 1947, 1943, 1941, 1939, 1938, 1937, 1936, 1932, 1928, 1927, 1923 роках.

Бейсболка Нью-Йорк Янкіз